# کلاپی
کلاپی (به چکی: Klapý) یک منطقهٔ مسکونی در جمهوری چک است که در ناحیه لیتومیریتسه واقع شده‌است. کلاپی ۸٫۹۴ کیلومتر مربع مساحت و ۵۳۴ نفر جمعیت دارد و ۲۳۹ متر بالاتر از سطح دریا واقع شده‌است.